# ميقونة بيردوودية
ميقونة بيردوودية (الاسم العلمي: Mucuna birdwoodiana) هي نوع من النباتات تتبع جنس الميقونة من الفصيلة البقولية.